# Pyramidella terebellum
Pyramidella terebellum är en snäckart som beskrevs av Cornelius Herman Muller 1886. Pyramidella terebellum ingår i släktet Pyramidella och familjen Pyramidellidae. Inga underarter finns listade i Catalogue of Life.